# سوبر شو داون 2019
دابليو دابليو إي سوبر شو داون (بالإنجليزية: Super ShowDown)‏ مهرجان أنتجته شركة دبليو دبليو إي في 7 يونيو 2019 وعرضه (ppv) شبكة الدبليو دبليو إي من جدة، مدينة الملك عبد الله الرياضية. هذا العرض هو ثالث عرض تنظمه دبليو دبليو إي في المملكة العربية السعودية ضمن شراكة لمدة 10 سنوات بدعم من رؤية السعودية 2030.

## المباريات

### العرض التمهيدي
1- الاوسوز ضد الريفايفل مباراة فرق
الفائز: فريق الاوسوز

### العرض الرئيسي
1- سيث رولينز (c) ضد بارين كوربين على بطولة اليونيفرسال
الفائز: سيث رولينز وبعد المباراة هاجم كوربين سيث رولينز ونفذ عليه حركة الايند اوف دايز (الحركة القاضية لكوربين) وثم جاء بروك ليسنر ليهاجم سيث رولينز ومعاه كرسي حديدي وجاء برفقة مدير أعماله: بول هيمن ويصرف عليه بطولة الموني ان ذا بانك الخاصة ب 'ليسنر' لكن مدير أعماله بول هيمن سقط بين الحبال ليتم تشتيت ليسنر ومن ثم هجم عليه سيث بضربه تحت الحزام
و من ثم أخذ الكرسي الخاص ب ليسنر وضربه به ومن ثم نفذ عليه حركة كورب ستومب على حقيبة الموني ان ذا بانك
2- الديمون فين بالور (C) ضد اندرادي على بطولة القارات
الفائز: فين بالور
3- رومان رينز ضد شين مكمان برفقة درو ماكنتاير
الفائز: شين مكمان بعد صفع رومان لشين ليسقط على الحكم ثم تدخل درو ماكنتاير ونفذ حركته الخاصة ركلة الكلايمور على رينز في وقت كان الحكم فيه متشتت
4- لارس سوليفان ضد لوتشا هاوس بارتي نزال هاندي كاب
الفائز: لارس سوليفان عن طريق الاقصاء
5- راندي اورتن ضد تربل اتش
الفائز: راندي اورتن
6- برون سترومان ضد بوبي لاشلي
الفائز: برون سترومان
7- كوفي كينجستون (C) برفقة اكسافير وودز ضد دولف زيجلر على بطولة الدابليو دابليو أي
الفائز: كوفي كينجستون بعد تدخل زميله اكسافير وودز على دولف زيجلر اثناء تشتيت الحكم
8- نزال الباتل رويال 50 رجل
الفائز: المصارع السعودي منصور الشهيل بعد اقصاءه لإلياس
9- مباراة المين ايفينت لأول مرة في التاريخ: الظاهرة اندرتيكر ضد الأيقونة جولدبيرج
الفائز: اندرتيكر
دابليو دابليو أي سوبر شو داون في تاريخ 7 يونيو 2019 اقيم في مدينة جدة في المملكة العربية السعودية في ملعب استاد مدينة الملك عبد الله الرياضية.
علامة ال (C) تدل على بطل اللقب.

## وصلات خارجية
- سوبر شو داون 2019 على موقع IMDb (الإنجليزية)
- سوبر شو داون 2019 على موقع كينوبويسك (الروسية)

- الموقع الرسمي